# ملعب خوسيه آمالفيتاني

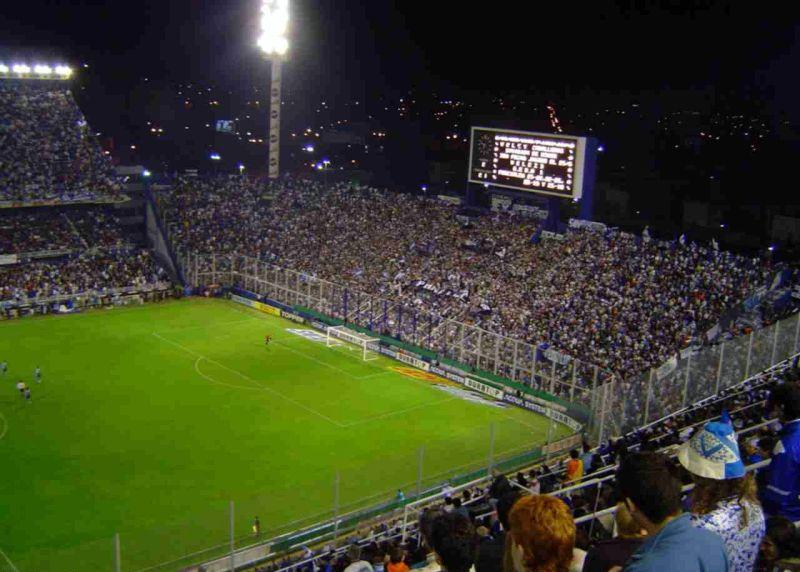

ملعب خوسيه آمالفيتاني (بالإسبانية:Estadio José Amalfitani) هو ملعب يقع في حي لينييرس في بوينس آيرس، الأرجنتين. يستخدم الملعب حالياً لمباريات كرة القدم وهو الملعب الرئيسي لفريق فيليز سارسفيلد الذي يلعب في دوري الدرجة الأولى الأرجنتيني. يطلق على الملعب أيضاً تسمية ملعب فيليز سارسفيلد. بني الملعب بين عامي 1941 و1943 في الخشب، وأعيد بنائه بالأسمنت بين عامي 1947 و1951. وبعد مرور 27 عاماً تم توسعته استعداداً لنهائيات كأس العالم لكرة القدم 1978. في الوقت الحالي لدى الملعب سعة 49,540 متفرج.